# La Divine Inspiration
Pour plus de détails, voir Fiche technique et Distribution.
La Divine Inspiration est un film français réalisé par Claus Drexel, sorti en 2000.
Le seul acteur de ce court métrage est Keir Dullea qui fut notamment protagoniste de 2001, l'Odyssée de l'espace de Stanley Kubrick (1968).

## Synopsis
Nous sommes à la fin du XVIe siècle et, seul la nuit dans son palais, William Shakespeare est assis à sa table de travail. La plume à la main, il paraît vouloir parfaire l'ouvrage qu'il est en train d'écrire (Hamlet), mais ne parvient apparemment pas à trouver les termes qui conviennent. Contempler la lune et flatter sa mappemonde de la main ne lui sont d'aucune aide. C'est de sa réflexion, qu'on voit se frayer à travers les circonvolutions de son cerveau, que naît son inspiration comme s'il était soudainement touché par la grâce divine, et comme ce fut, peut-être, également le cas pour d'autres génies de la littérature, de la science et des arts dont on voit défiler quelques noms : Johann Wolfgang von Goethe, Léonard de Vinci, Dante Alighieri, Albert Einstein.

## Fiche technique
Les informations mentionnées dans cette section proviennent principalement des bases de données cinématographiques CNC (Centre national du cinéma et de l'image animée), Unifrance, IMDb et du générique du film.
- Titre original : La Divine Inspiration
- Réalisation et scénario : Claus Drexel
- Costume : Catherine Leterrier
- Photographie : Axel Cosnefroy
- Effets spéciaux : infographies de Hae Jun Jhee (Supinfocom)
- Son : Emmanuel Croset
- Montage : Claude Broutin
- Musique : Oscar Strasnoy et extaits du Requiem de Wolfgang Amadeus Mozart
- Production : Claus Drexel
- Producteur exécutif : Cédric Fréni
- Sociétés de production : Drexelfilm (France), avec la participation du CNC (France) et de la Procirep (France)
- Société de distribution : Drexelfilm (France et vente à l'exportation)
- Pays d'origine :  France
- Langue originale : anglais
- Format : couleur — 35 mm — 1.85:1 (Panavision) — son stéréo Dolby SR
- Genre : essai cinématographique
- Durée : 12 minutes
- Date de sortie : France, 16 octobre 2000
- Classification et visa CNC : mention « tous publics », visa d'exploitation no 96387 délivré le 29 décembre 2000

## Distribution
- Keir Dullea : William Shakespeare.

## Distinctions
Les informations mentionnées dans cette section proviennent principalement de la base de données cinématographiques Unifrance.

### Sélections
- Festival Alpinale, Festival du film européen et de premiers films 2001 : sélection courts métrages.
- Cinénygma, Festival international du film 2001 : en compétition internationale.
- Dakino, Festival international du film Bucarest 2001 : sélection section animation.
- Festival du cinéma international en Abitibi-Témiscamingue 2001 : sélection volet principal.
- Festival du film d'Avignon 2001 : sélection programme de courts-métrages.